# Kelechi Nwakali
Kelechi Nwakali (Owerri, 5 giugno 1998) è un calciatore nigeriano, centrocampista del Barnsley.

## Biografia
È il fratello di Chidiebere Nwakali, anch'egli calciatore professionista.

## Carriera

### Club
Proveniente dalla Diamond Football Academy, in data 5 agosto 2016 è stato ufficialmente ingaggiato dall'Arsenal. Il 31 agosto successivo è stato ceduto ufficialmente agli olandesi del MVV, squadra militante in Eerste Divisie.
Ha esordito in squadra il 16 settembre, subentrando a Thomas Verheijdt nella vittoria casalinga per 1-0 sullo Jong Ajax. Il 9 dicembre successivo ha trovato la prima rete, nella vittoria casalinga per 2-0 sul De Graafschap.

#### Prestito al VVV-Venlo e ritorno all'MVV
Il 29 agosto 2017, Nwakali è passato alla squadra olandese VVV-Venlo per i primi mesi della stagione Eredivisie 2017-2018. Il 10 settembre 2017, Nwakali ha segnato la sua prima rete stagionale al suo debutto contro il Groningen, siglando l'1-1 nei tempi d recupero. Dopo la scadenza del prestito semestrale, Nwakali ha deciso di lasciare Venlo e tornare all'MVV Maastricht per la seconda metà della stagione.
Il 24 gennaio 2018, torna ufficialmente a Maastricht per la seconda metà della stagione 2017-2018 dell'Eerste Divisie, dopo aver giocato solamente 380 minuti complessivi con il VVV-Venlo in Eredivisie.

#### Prestito al Porto B
Nwakali ha firmato in prestito per il Porto il 18 luglio 2018, venendo assegnato al Porto B in vista della stagione della LigaPro 2018-2019.
Nel marzo 2019, è rimasto bloccato in Nigeria a causa di problemi con il visto.

#### Huesca e prestito all'Alcorcón
Il 2 settembre 2019, Nwakali è passato all'Huesca, squadra spagnola militante nella Segunda División, firmando un contratto triennale. Ha ringraziato l'Arsenal per il tempo trascorso con loro, nonostante non abbia mai fatto una sola apparizione in prima squadra.
Nwakali ha esordito nella Liga il 13 settembre 2020, pareggiando 1-1 in trasferta contro il Villarreal. Il 31 gennaio è stato ceduto in prestito all'Alcorcón in seconda dvisione, per il resto della stagione.
Il 5 aprile 2022, il contratto di Nwakali è stato risolto anticipatamente. Il giorno seguente, il giocatore nigeriano ha rilasciato una dichiarazione ufficiale sul suo profilo Twitter ufficiale in cui denunciava il trattamento subito dell'Huesca e dal direttore sportivo del club, Rubén Garcia, a partire dal dicembre 2021, che continuava a fargli pressione affinché non partecipasse alla Coppa d'Africa per la quale era stato convocato, pagandogli in ritardo lo stipendio e facendogli pressioni affinché firmasse un nuovo contratto per farsi pagare lo stipendio che gli era dovuto. Tentando di forzare il suo trasferimento, infine, sarà sospeso e interdetto dagli allenamenti della società.

#### Ponferradina
Il 21 luglio 2022, Nwakali ha firmato per il Ponferradina, militante nella Segunda División. Esordisce in Segunda División nella vittoria esterna per 3-2 sul Cartagena, dove tra l'altro servirà il suo primo assist. Segna la sua prima rete per il club spagnolo alla quinta giornata di campionato, in una gara persa per 2-1 in casa contro il Real Saragozza. Conclude la stagione totalizzando 36 presenze ed una sola rete in campionato.

#### Chaves
Il 20 luglio 2023 viene annunciato il suo passaggio a titolo definitivo al Chaves, club portoghese militante nella Primeira Liga, sottosricrivendo un contratto biennale. Esordisce ufficialmente con il club il 22 luglio 2023 in una gara valida per il primo turno di Allianz Cup persa ai tiri di rigore per 6-4 contro l'AVS. Debutta in campionato il 13 agosto in un match perso per 2-0 in trasferta contro il Rio Ave.

### Nazionale
Nwakali ha partecipato al campionato mondiale Under-17 2015 con la Nigeria, contribuendo alla vittoria finale della manifestazione, di cui è stato nominato anche miglior giocatore. Successivamente ha partecipato alle qualificazioni alla Coppa delle Nazioni Africane Under-20 2017, che la sua Nigeria ha però mancato.

## Statistiche

### Presenze e reti nei club
Statistiche aggiornate al 25 febbraio 2021.
| Stagione        | Club            | Campionato      | Campionato | Campionato | Coppe nazionali | Coppe nazionali | Coppe nazionali | Coppe continentali | Coppe continentali | Coppe continentali | Supercoppe | Supercoppe | Supercoppe | Totale | Totale |
| Stagione        | Club            | Comp            | Pres       | Reti       | Comp            | Pres            | Reti            | Comp               | Pres               | Reti               | Comp       | Pres       | Reti       | Pres   | Reti   |
| --------------- | --------------- | --------------- | ---------- | ---------- | --------------- | --------------- | --------------- | ------------------ | ------------------ | ------------------ | ---------- | ---------- | ---------- | ------ | ------ |
| 2016-2017       | MVV             | 1D              | 29+4       | 2+1        | CO              | 1               | 0               | -                  | -                  | -                  | -          | -          | -          | 34     | 3      |
| lug.-dic. 2017  | VVV-Venlo       | E               | 9          | 1          | CO              | 3               | 0               | -                  | -                  | -                  | -          | -          | -          | 12     | 1      |
| gen.-giu. 2018  | MVV             | 1D              | 16+2       | 4+0        | CO              | 0               | 0               | -                  | -                  | -                  | -          | -          | -          | 18     | 4      |
| Totale MVV      | Totale MVV      | Totale MVV      | 51         | 7          |                 | 1               | 0               |                    | -                  | -                  |            | -          | -          | 52     | 7      |
| 2018-2019       | Porto B         | SL              | 4          | 0          | -               | -               | -               | -                  | -                  | -                  | -          | -          | -          | 4      | 0      |
| 2019-2020       | Huesca          | SD              | 5          | 0          | -               | -               | -               | -                  | -                  | -                  | -          | -          | -          | 5      | 0      |
| set.-dic. 2020  | Huesca          | PD              | 5          | 0          | CR              | 2               | 0               | -                  | -                  | -                  | -          | -          | -          | 7      | 0      |
| gen.-giu. 2021  | Alcorcón        | SD              | 3          | 0          | -               | -               | -               | -                  | -                  | -                  | -          | -          | -          | 3      | 0      |
| Totale carriera | Totale carriera | Totale carriera | 77         | 8          |                 | 6               | 0               |                    | -                  | -                  |            | -          | -          | 83     | 8      |

### Cronologia presenze e reti in nazionale
Questa partita amichevole non è considerata ufficiale dalla FIFA a causa del numero di sostituzioni superiore a sei sostituti.
| Cronologia completa delle presenze e delle reti in nazionale ― Nigeria | Cronologia completa delle presenze e delle reti in nazionale ― Nigeria | Cronologia completa delle presenze e delle reti in nazionale ― Nigeria | Cronologia completa delle presenze e delle reti in nazionale ― Nigeria | Cronologia completa delle presenze e delle reti in nazionale ― Nigeria | Cronologia completa delle presenze e delle reti in nazionale ― Nigeria | Cronologia completa delle presenze e delle reti in nazionale ― Nigeria | Cronologia completa delle presenze e delle reti in nazionale ― Nigeria |
| Data                                                                   | Città                                                                  | In casa                                                                | Risultato                                                              | Ospiti                                                                 | Competizione                                                           | Reti                                                                   | Note                                                                   |
| ---------------------------------------------------------------------- | ---------------------------------------------------------------------- | ---------------------------------------------------------------------- | ---------------------------------------------------------------------- | ---------------------------------------------------------------------- | ---------------------------------------------------------------------- | ---------------------------------------------------------------------- | ---------------------------------------------------------------------- |
| 11-9-2018                                                              | Monrovia                                                               | Liberia                                                                | 1 – 2                                                                  | Nigeria                                                                | Amichevole                                                             | -                                                                      | 75’                                                                    |
| 11-1-2022                                                              | Garoua                                                                 | Nigeria                                                                | 1 – 0                                                                  | Egitto                                                                 | Coppa d'Africa 2021 - 1º turno                                         | -                                                                      | 80’                                                                    |
| 15-1-2022                                                              | Garoua                                                                 | Nigeria                                                                | 3 – 1                                                                  | Sudan                                                                  | Coppa d'Africa 2021 - 1º turno                                         | -                                                                      | 65’                                                                    |
| 19-1-2022                                                              | Garoua                                                                 | Guinea-Bissau                                                          | 0 – 2                                                                  | Nigeria                                                                | Coppa d'Africa 2021 - 1º turno                                         | -                                                                      | 76’                                                                    |
| Totale                                                                 |                                                                        | Presenze                                                               | 4                                                                      |                                                                        | Reti                                                                   | 0                                                                      |                                                                        |

## Palmarès

### Club
- Segunda División: 1

Huesca: 2019-2020

### Nazionale
- Campionato mondiale Under-17: 1

Cile 2015

### Individuale
- Pallone d'oro del Mondiale Under-17: 1

Cile 2015